# Passion (film, 1951)
Pour les articles homonymes, voir Passion.
Pour plus de détails, voir Fiche technique et Distribution.
Passion est un film français réalisé par Georges Lampin et sorti en 1951.

## Synopsis
Marie Charbonnier est jugée pour le meurtre de son mari.  Épouse malheureuse elle a eu un enfant de son amant. Elle a vécu  un drame quotidien sous l’œil de son mari qui les hait tous les deux. Son enfant est mort lors d'un accident et son mari n'a rien fait pour le sauver.

## Fiche technique
- Titre français : Passion
- Réalisation : Georges Lampin, assisté de Marcel Camus
- Scénario :   Jacques. Rémy et Georges Lampin
- Dialogue : Jean-Jacques Gautier
- Décorateur : Robert Clavel
- Photographie : Jacques Mercanton
- Son : Paul Boistelle
- Montage : Henri Rust
- Musique : Maurice Thiriet
- Société de production : Isarfilm
- Production : Viviane Romance
- Directeur de production : André Deroual
- Pays :  France
- Format : Noir et blanc — 35 mm — 1,37:1 — Son mono
- Genre : Mélodrame
- Durée : 88 minutes
- Première présentation : 
  - France - 21 septembre 1951

## Distribution
- Viviane Romance : Marie Charbonnier
- Paul Frankeur : Jacques Charbonnier
- Jean Brochard : le directeur de la prison
- Clément Duhour : Latour
- France Descaut : la religieuse
- Claire Olivier : la femme de chambre
- André Carnège et René Worms : les présidents du tribunal
- Daniel Crouet : Me Barbieri
- Marcel Raine : Me Dalmet
- Odette Barencey : Mme Latour
- Jacky Gencel : Louis
- André Darnay : l'avocat général
- Robert Le Fort : M. André
- Claire Muriel : la fille
- Christian Simon : Christian
- René Hell : le patron du bistrot
- Paul Ville : l'oncle

## Pour approfondir